# Rose Gilman
Lady Rose Victoria Birgitte Louise Gilman (nacida Windsor; 1 de marzo de 1980) es la hija menor del duque y la duquesa de Gloucester. Ocupa un puesto en la línea de sucesión al trono británico.

## Primeros años, educación y carrera
Lady Rose nació en el Hospital de St. Mary's ocupando el puesto 12° en la línea de sucesión. Fue bautizada el 13 de julio de 1980 en St Andrew's Church, Barnwell, Northamptonshire. Sus padrinos incluyen a Eduardo de Edimburgo y Sarah Chatto. Asistió a St George's School, Ascot y creció en el Palacio de Kensington.
Lady Rose trabaja en la industria del cine como asistente artística bajo el nombre de Rose Windsor. Trabajó en la película de 2007, Harry Potter and the Order of the Phoenix, como también en Harry Potter and the Half-Blood Prince, Margaret Thatcher: The Long Walk to Finchley y la serie Little Britain.

## Matrimonio e hijos
Lady Rose Windsor anunció su compromiso el 16 de noviembre de 2007 con George Gilman, hijo de Peter J. I. Gilman. Se casaron el 19 de julio de 2008 en Queen's Chapel, Palacio de St. James en Londres. Aparte de su familia inmediata, también asistieron a la boda los entonces conde y condesa de Wessex, Ana del Reino Unido, Peter y Autumn Phillips, Daniel, ⁣ Sarah Chatto y Catherine Middleton.
Lady Rose y su esposo tienen una hija, Lyla Beatrix Christabel Gilman, nacida el 30 de mayo de 2010, y un hijo, Rufus Frederick Montagu, nacido el 2 de noviembre de 2012.

## Títulos y tratamientos
| ● 1 de marzo de 1980-19 de julio de 2008: | Lady Rose Windsor |
| ● 19 de julio de 2008-presente:           | Lady Rose Gilman  |

## Sucesión
| Precedido por: Tāne Lewis | ' Línea de sucesión al trono Británico 38º. | Sucesor: Lyla Gilman |